# Зора Симеоновић Лазић
Зора Симеоновић Лазић (Трст, 1896 – Београд, 1956) била је српска уметница.

## Биографија
Првобитно је била ученица Више женске школе у Београду. Након што је Ђока Јовановић, тадашњи директор Уметничко-занатске школе случајно видео њене радове, позвао ју је да студира сликарство. У тој школи су тада предавали познати уметници попут Марка Мурата, Милана Миловановића и Љубе Ивановића. Након што је установљено да је заиста талентована, већ је на половини прве године студија пребачена на другу, на којој се сликао акт. Била је заједно у генерацији са Ристом Стијовићем, Зором Петровић и другима. Међутим, била је приморана да прекине школовање због породичних проблема.
Била је удата за Милојка Лазића, предузетника из Горњег Милановца, који потиче из породице кнеза Рудничке нахије Јована Лазића, знаменитог устаника из Првог и Другог српског устанка. Из те породице потиче и Живојин Жика Лазић први бан Вардарске бановине и Министар унутрашњих послова Краљевине Југославије.

## Легат породице Лазић
Музеј рудничко-таковског краја у Горњем Милановцу пребивалиште је једног дела заоставштине породице Лазић. У питању је стара горњомилановачка породица чији је легат успостављен на основу поклона општини Горњи Милановац. Заоставштина се огледа у разним документима, белешкама, писмима и уметничким делима који су припадали Зори Симеоновић Лазић и њеном сину архитекти Владимиру-Миши, као и његовим сестрама правнику Лепосави Јовановић и академској сликарки Гордани Лазић. Иако је Легат породице Лазић више пута приказиван јавности, тек је 1987. у тадашњем Завичајном музеју изложен у целини. Најзначајнији део заоставштине су разне олеографије, али свакако и слике српских уметника као што су Љубица Цуца Сокић, Александар Дероко, Васа Ешкићевић, Душан Ристић, Милић од Мачве, Обрад Б. Јовановић итд.